# Кононовка (Могилёвская область)
Ко́ноновка (бел. Ко́нанаўка) — деревня в составе Антоновского сельсовета Чаусского района Могилёвской области Республики Беларусь.

## Население
- 2010 год — 10 человек